# Вольф, Эгберт Людвигович
Э́гберт Лю́двигович Вольф (нем. Egbert Wolf; 5 сентября 1860, Берлин — 8 февраля 1931, Ленинград) — ботаник, дендролог, систематик, интродуктор, учёный садовод. Герой Труда.
Работал в Ленинградском лесном институте, где собрал дендрологическую коллекцию, которая легла в основу дендрологического сада и салицетума (ныне — часть ботанического сада Лесотехнической академии). Описал более 40 видов и форм древесных растений, путём селекции вывел более 20 сортов древесных растений.
Участвовал в создании Удельного парка и парка Политехнического института в Санкт-Петербурге, Минского ботанического сада, курортов в Пятигорске.
Член Русского ботанического общества, Императорского общества плодоводства, Германского дендрологического общества, Французского дендрологического общества, член-корреспондент Австро-Венгерского дендрологического общества, почётный член Российского общества садоводства.

## Биография
Эгберт Вольф родился 5 сентября 1860 года в семье мастерового в Берлине, где в 1871—1876 годах получил среднее образование в Реал-гимназии. Затем перешёл в Школу садоводства при Королевском Берлинском ботаническом саде и обучался там, помимо этого слушал лекции по ботанике и дендрологии профессоров Берлинского университета Александра Брауна и Карла Коха. В 1879 году окончил практический и теоретический курс обучения и получил звание учёного садовода.
Затем Э. Вольф поступил в Королевский помологический институт в Прушкуве. Но он проучился там меньше года, из-за тяжёлого материального положения был вынужден бросить обучение раньше срока (в 1880 году).
После ухода из института Вольф продолжил самообразование, но вынужден при этом зарабатывать на жизнь разной случайной работой. Он путешествовал по Австро-Венгерской империи в области Средиземного моря, он изучал горную растительность в Альпах и Карпатах, а также флору венгерских степей. Затем Вольф некоторое время работал в Королевском Берлинском ботаническом саду, где обрабатывал собранные материалы.
В 1882 году по приглашению Э. Л. Регеля — директора Императорского ботанического сада в Санкт-Петербурге, Вольф приехал в Россию и с 15 февраля того же года был зачислен садовником-заведующим Ново-Голландским оранжерейным отделом. На этой должности он проработал около двух лет и с 10 сентября 1884 года занял должность старшего садовника при ботаническом кабинете Императорской Военно-медицинской академии, заведовал оранжереями и ботаническим садом в течение двух лет.
4 сентября 1886 года Вольф был зачислен главным садовником Лесного института по вольному найму. С этого времени началась его многолетняя плодотворная деятельность в области систематики и интродукции растений. С 1893 года, помимо работы главного садовника, Вольф стал исполнять обязанности ассистента по кафедре дендрологии и лесоводства и вести у студентов практические занятия.
В ноябре 1889 года Вольф подал прошение в Лесной департамент на получение гражданства Российской империи, получил его в 1896 году.

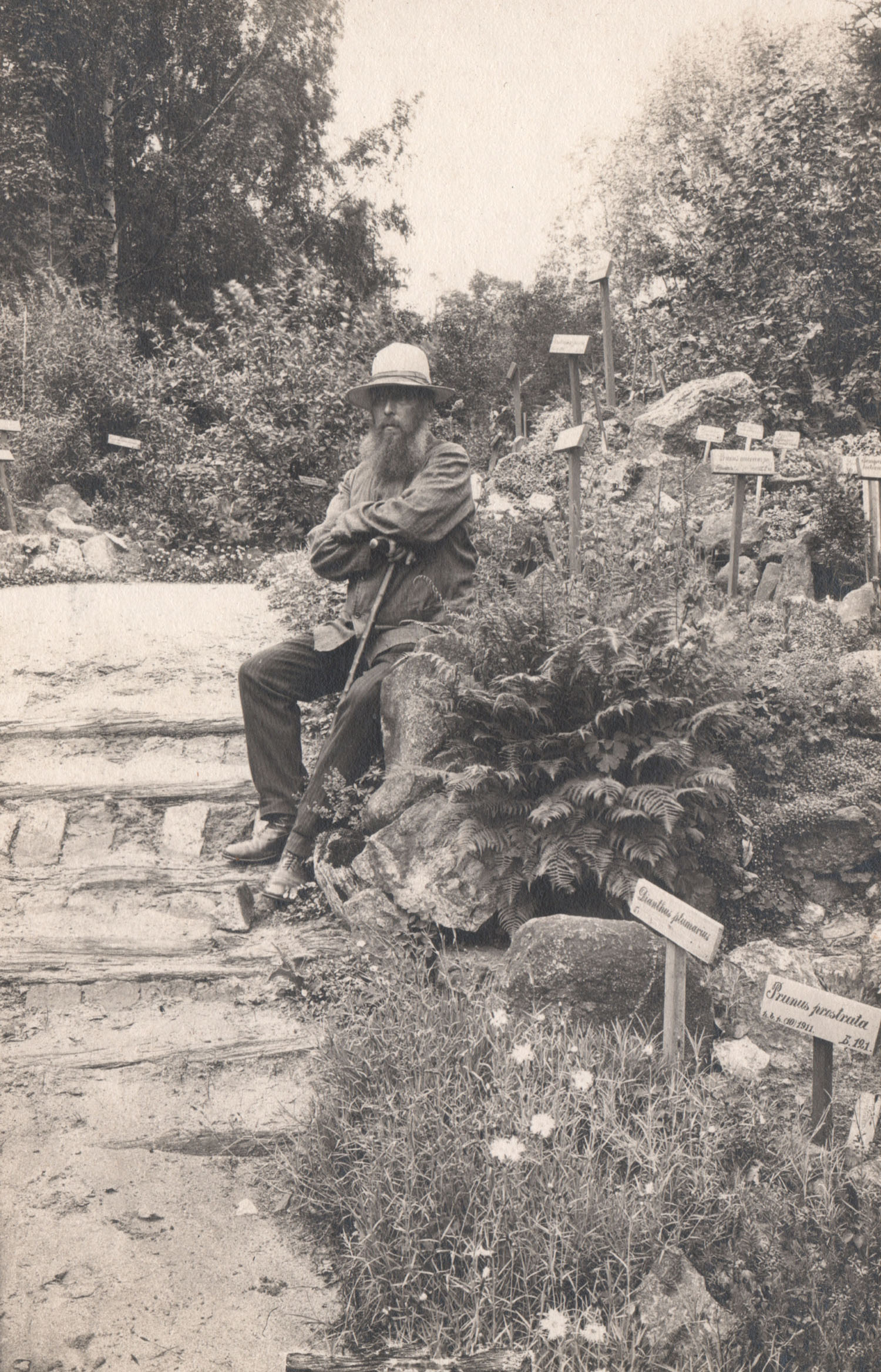
Э. Л. Вольф в Дендрологическом саду Лесного института, 1910-е годы

Вольф испытывал и акклиматизировал новые растения со всего света в питомниках и дендрологическом саду Лесного института. Многие растения он описал впервые, часть вывел путём селекции. Он не просто выращивал разные экзотические растения, но и проводил за ними наблюдения, учитывал насколько растение зимостойко и разработал для этого специальную шкалу. Вольфом фактически создан дендрологический сад, так как до него коллекция растений была очень небольшой. Он усовершенствовал также цветник перед главным зданием Лесного института.
В 1918 году Вольф стал штатным ассистентом при кафедре общего лесоводства Лесного института. Его назначили консультантом в Главный ботанический сад по совместительству. При дендрологическом кабинете кафедры общего лесоводства Вольфом был устроен специальный дендрологический музей с особой картографической коллекцией.
В 1922 году Вольф был командирован Лесным институтом и Сельскохозяйственным учёным комитетом в Германию для участия в немецком дендрологическом съезде и для ознакомления с современным состоянием дендрологии за границей. По возвращении в СССР он и его семья были лишены гражданства СССР, но ему был дан вид на жительство.
С 15 апреля 1925 года Вольф был зачислен учёным (а затем старшим) специалистом при Главном ботаническом саде по Отделу акклиматизации по совместительству. С 1 августа того же года назначен заведующим парковым хозяйством Ленинградского лесного института.
В 1927 году Вольф был командирован в Пятигорск для участия в проектировании курорта и закладке новых древесных питомников в Кисловодском парке. В 1928 году он был направлен в Минск для участия в заседаниях по решению вопросов о закладке Минского дендрологического парка.

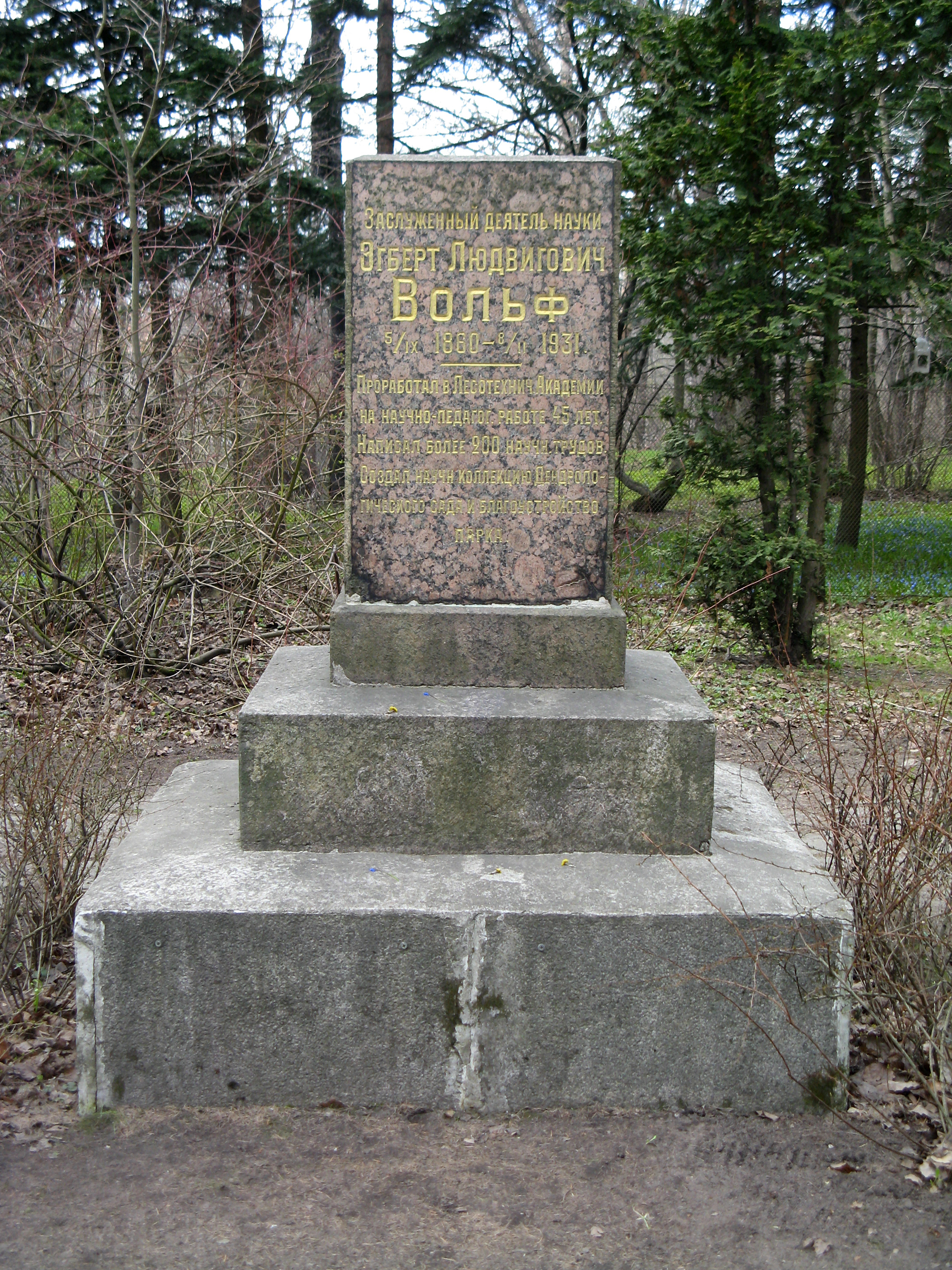
Памятник на могиле Э. Л. Вольфа в парке Лесотехнической академии

Вольф умер 8 февраля 1931 года, похоронен в парке Лесотехнической академии.

### Семья
Вольф был женат и имел дочь, его супругу звали Матрёна Ивановна Вольф. Дочь — Елизавета Александровна Вольф (1899 года рождения).

## Научные труды
- Вольф Э. Л. Листва деревьев и кустарников дикорастущих и разводимых. — СПб., 1892. — (Практическая дендрология).
- Вольф Э. Л. Деревья и кустарники в зимнем состоянии. — СПб., 1892. — (Практическая дендрология).
- Вольф Э. Л., Полибин И. Определитель деревьев и кустарников Европейской России, Крыма и Кавказа по листьям и цветам. — СПб., 1904.
- Вольф Э. Л. Определитель по почкам лиственных пород с опадающей листвой. — СПб., 1908.
- Вольф Э. Л. Новые русские ивы = Salices novae russicae. — Юрьев, 1909.
- Вольф Э. Л. Популярная экскурсионная дендрология. Таблицы для определения по листьям. — СПб., 1909.
- Вольф Э. Л. Пособие для студентов Императорского лесного института. — СПб., 1912.
- Вольф Э. Л. Таблицы для определения по шишкам и плодам хвойных, входящих в программу практических занятий по дендрологии. — СПб., 1912.
- Вольф Э. Л. Наблюдения над морозостойкостью деревянистых растений. — Петроград, 1917. — (Труды Бюро по прикладной ботанике).
- Вольф Э. Л. Определитель древесных пород. — Л., 1924.

## Растения, названные в честь Вольфа
- Acer velutinum var. wolfii Grf. Schwerin
- Diervilla wolfii C.S.
- Lonicera syringatha var. wolfii Rehd.
- Populus wolfii Dode
- Syringa wolfii C.K.Schneid. (1910) — Сирень Вольфа

## Награды и звания
- Золотая медаль с надписью «за усердие» для ношения на Станиславской ленте (1894 год, по представлению принца П. Г. Ольденбургского) — за участие в деятельности Приюта принца П. Г. Ольденбургского.
- Золотые часы с золотой цепочкой (1897 год, по представлению Императора Александра III) — за участие в создании Удельного парка.
- Звание Личного почётного гражданина (1897 год) — за организацию Всероссийской выставки в Нижнем Новгороде.
- Большая серебряная, средняя серебряная и малая серебряная медали (от Императорского общества садоводства) — за участие в различных выставках.
- Бронзовая медаль (от Общества сельского хозяйства).
- Золотая медаль с надписью «за усердие» для ношения на Анненской ленте (1900 год, по представлению Лесного института).
- Золотая медаль с надписью «за усердие» для ношения на Андреевской ленте (1906 год, по представлению Лесного института)[2].
- Звание «Герой Труда» (1924 год)
- Звание «Заслуженный деятель науки и техники» (1930 год, по представлению Лесного института)
- Звание доцента (1931 год, посмертно)

## Мнения о Вольфе
…если и весьма многое в моей дендрологии не может удовлетворить требованиям, которые наилучшие дендрологи нашего времени Кёне, Редер и Э. Вольф пожалуй ставят…К. К. Шнейдер
…невозможно представить себе наш институт и парк без Вольфа и Вольфа без лесного института и парка. Это нечто одно целоеШвачко М. А. (лесничий)